# Graukopf-Zwergkauz
Der Graukopf-Zwergkauz (Glaucidium griseiceps) oder Yucatán-Sperlingskauz ist eine kleine Eulenart aus der Gattung der Sperlingskäuze. Die Art kommt nur im Süden Nordamerikas und Zentralamerikas vor.

## Erscheinungsbild
Der Graukopf-Zwergkauz erreicht eine Körpergröße von etwa 14 bis 16 Zentimetern. Der Oberkopf und der Nacken sind braungrau, das Gefieder der Körperoberseite dagegen kräftig braun. Im Nacken befindet sich ein auffälliges Occipitalgesicht. Der Schwanz weist zwei bis drei unterbrochene, weißliche Querbinden auf. Die Körperunterseite ist weißlich mit rötlich-braunen Flecken auf der Brust und rötlichbraunen Längsstreifen auf den Flanken.
Im Verbreitungsgebiet des Graukopf-Zwergkauzes kommen mehrere andere Sperlingskauz-Arten vor, mit denen dieser verwechselt werden kann. Sowohl der Sanchezzwergkauz als auch der Palmenzwergkauz weisen auf dem Schwanz eine größere Zahl von Querbinden auf. Der Gnomenzwergkauz ist größer und auf der Rückenseite auffällig gefleckt. Auch der Brasilzwergkauz ist größer als der Graukopf-Zwergkauz.

## Verbreitungsgebiet und Lebensraum
Das Verbreitungsgebiet des Graukopf-Zwergkauzes ist der Südosten Mexikos und Zentralamerika bis nach Panama. Er ist ein Standvogel, der feuchte tropische immergrüne Wälder sowie feuchtes Buschland besiedelt. Er kommt auch in aufgegebenen Plantagen mit älterem Baumbestand sowie in halboffenen, strauchbestandenen Regionen vor. Seine Höhenverbreitung reicht vom Meeresniveau bis in Höhenlagen von 1.300 Meter über NN.

## Lebensweise
Der Graukopf-Zwergkauz ist teilweise tagaktiv. Sein Nahrungsspektrum besteht aus Insekten und kleinen Säugetieren, Vögeln und anderen Wirbeltieren. Über die Brutbiologie dieser Art ist nur sehr wenig bekannt.

## Belege

### Einzelbelege
1. ↑  König et al., S. 404